# Niederbayern

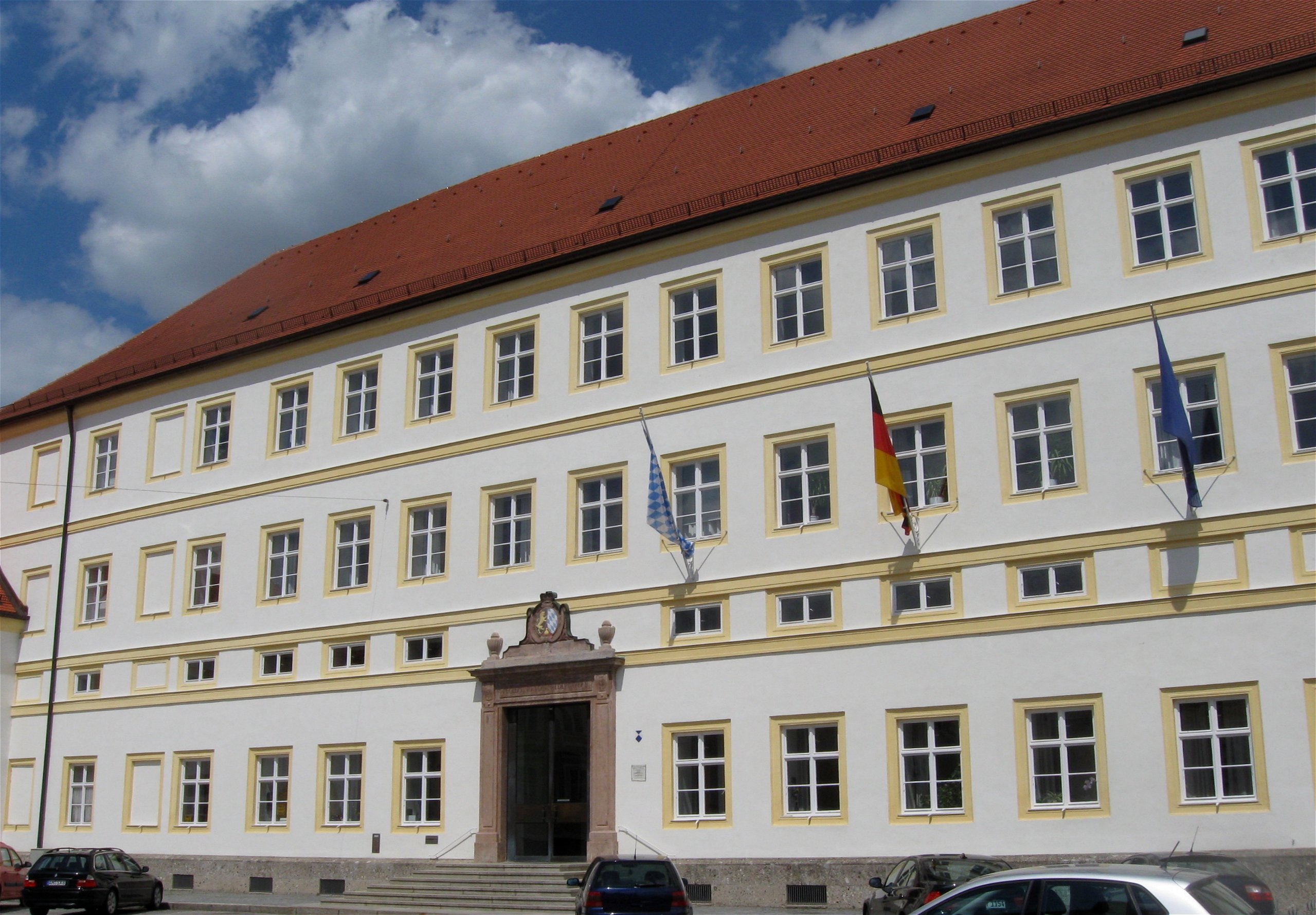
Regierung von Niederbayern

Niederbayern ist sowohl ein Bezirk  (dritte kommunale Ebene) als auch ein flächengleicher Regierungsbezirk im Freistaat Bayern.
Niederbayern liegt im Osten des Landes und grenzt im Norden an die Oberpfalz, im Nordosten an Tschechien (Südböhmen, Region Pilsen), im Südosten an Oberösterreich (Innviertel, Mühlviertel) und im Südwesten an Oberbayern. Der Begriff „Niederbayern“ erscheint zum ersten Mal im Jahre 1255 bei der bayerischen Landesteilung. Ursprünglich war Niederbayern wesentlich größer: Damals gehörten auch der Chiemgau und die Gegend von Bad Reichenhall dazu.
Verwaltungssitz des Bezirks und gleichzeitig Regierungssitz des Regierungsbezirks ist Landshut.
Der Name Niederbayern ergibt sich aus der relativen Position an der Isar (flussabwärts von Oberbayern).

## Gliederung
Der Regierungsbezirk Niederbayern umfasst drei kreisfreie Städte und neun Landkreise:

### Kreisfreie Städte
1. Landshut
2. Passau
3. Straubing

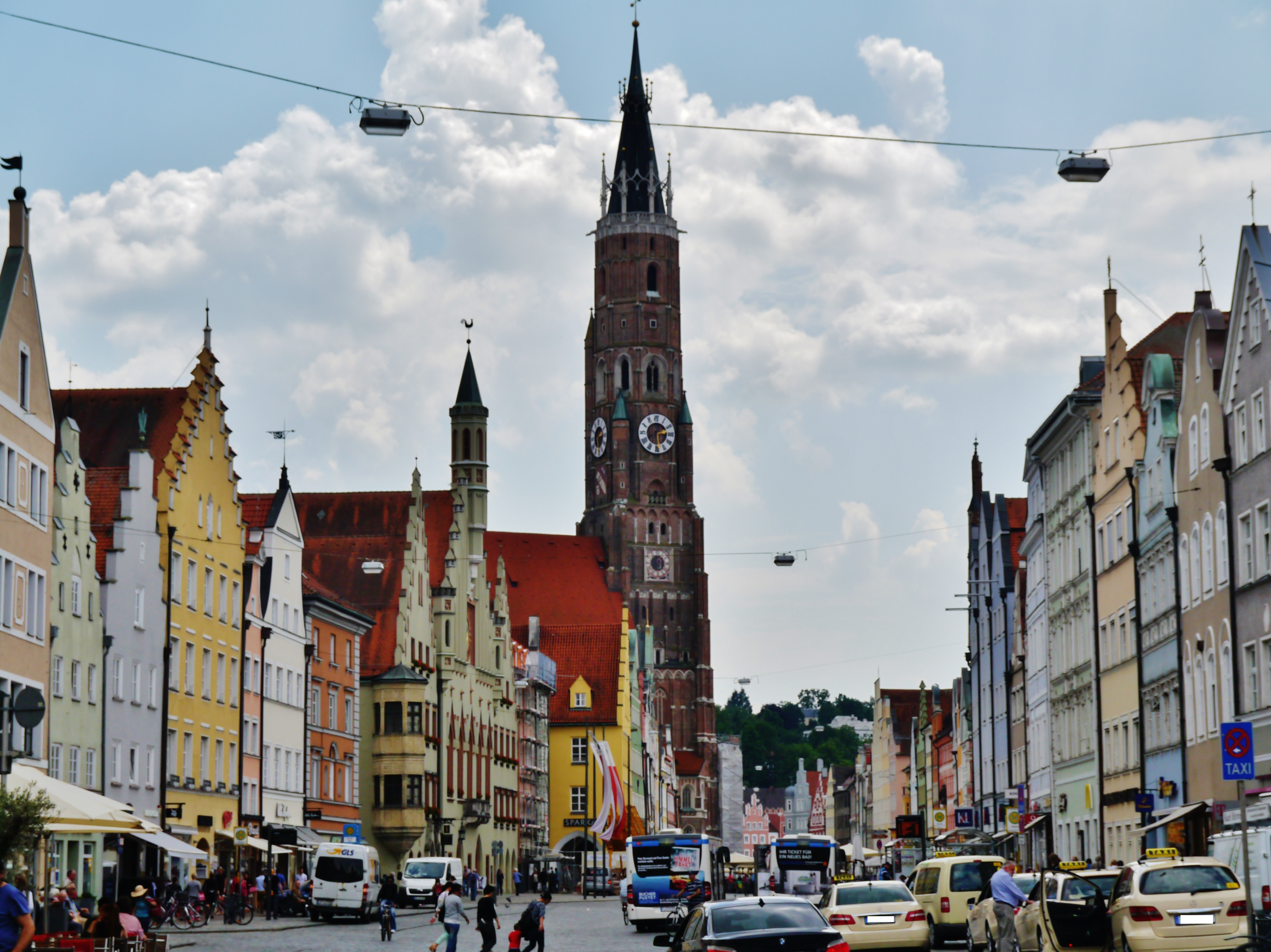
Landshuter Innenstadt mit Martinskirche, höchster Backsteinturm der Welt.
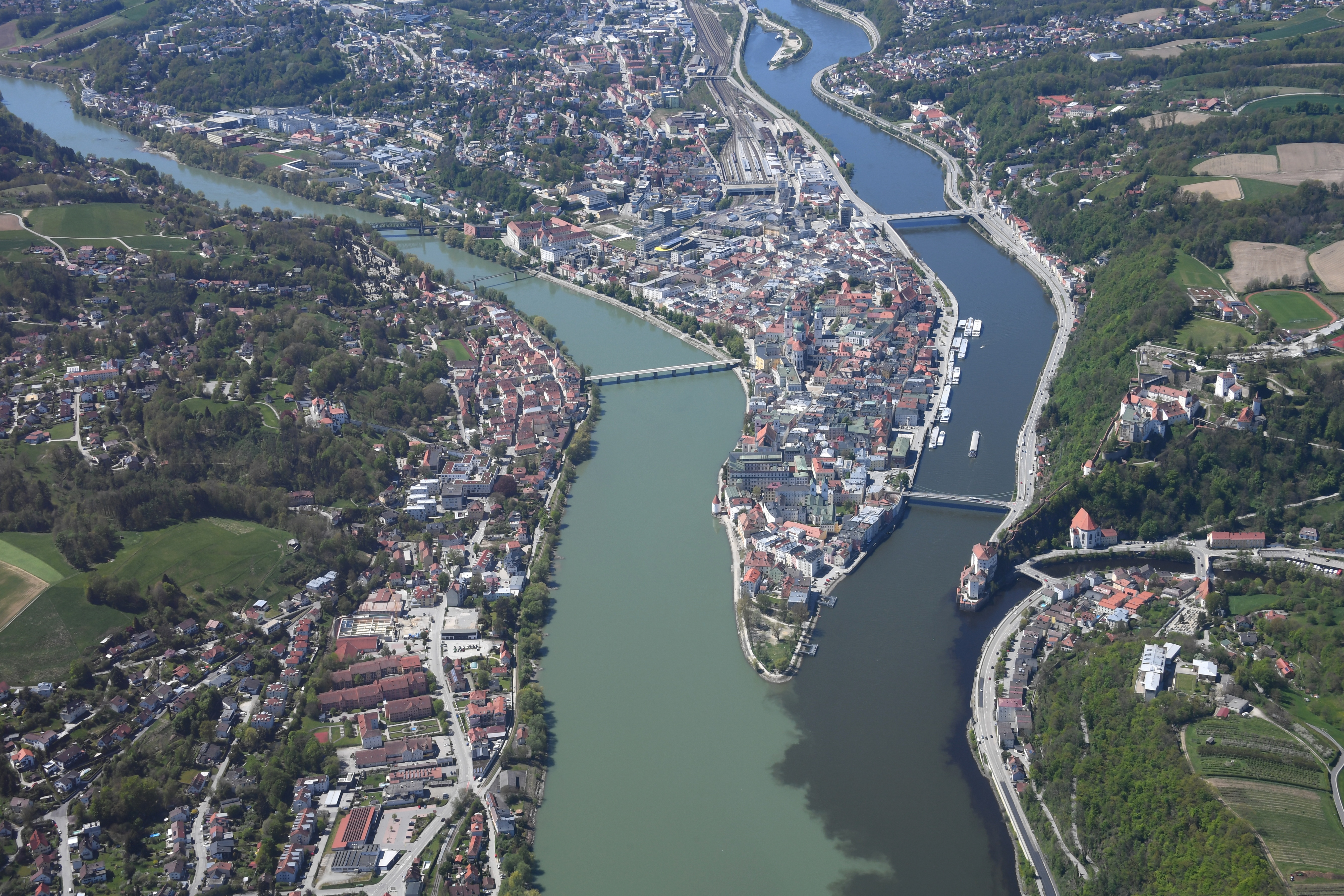
Mündung von Inn und Ilz in die Donau in Passau
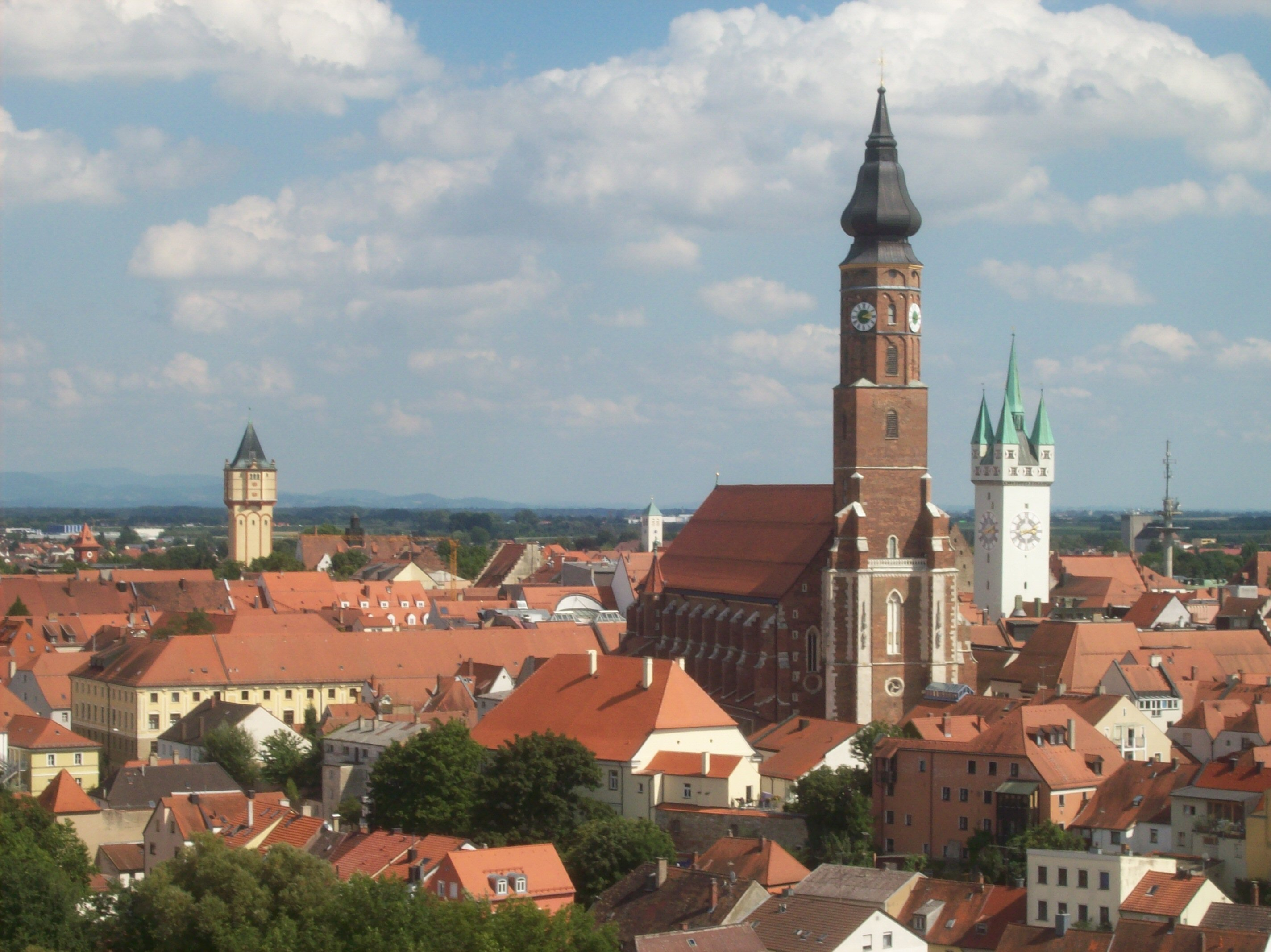
Straubinger Altstadt

### Landkreise
1. Landkreis Deggendorf
2. Landkreis Dingolfing-Landau
3. Landkreis Freyung-Grafenau
4. Landkreis Kelheim
5. Landkreis Landshut
6. Landkreis Passau
7. Landkreis Regen
8. Landkreis Rottal-Inn
9. Landkreis Straubing-Bogen

Frühere Landkreisnamen:
1. Der Landkreis Dingolfing-Landau hieß in der Übergangszeit vom 1. Juli 1972 bis zum 30. April 1973 Landkreis Untere Isar.
2. Der Landkreis Freyung-Grafenau hieß in der Übergangszeit vom 1. Juli 1972 bis zum 30. April 1973 Landkreis Freyung.
3. Der Landkreis Rottal-Inn hieß in der Übergangszeit vom 1. Juli 1972 bis zum 30. April 1973 Landkreis Rottal.

### Vor der Landkreisreform

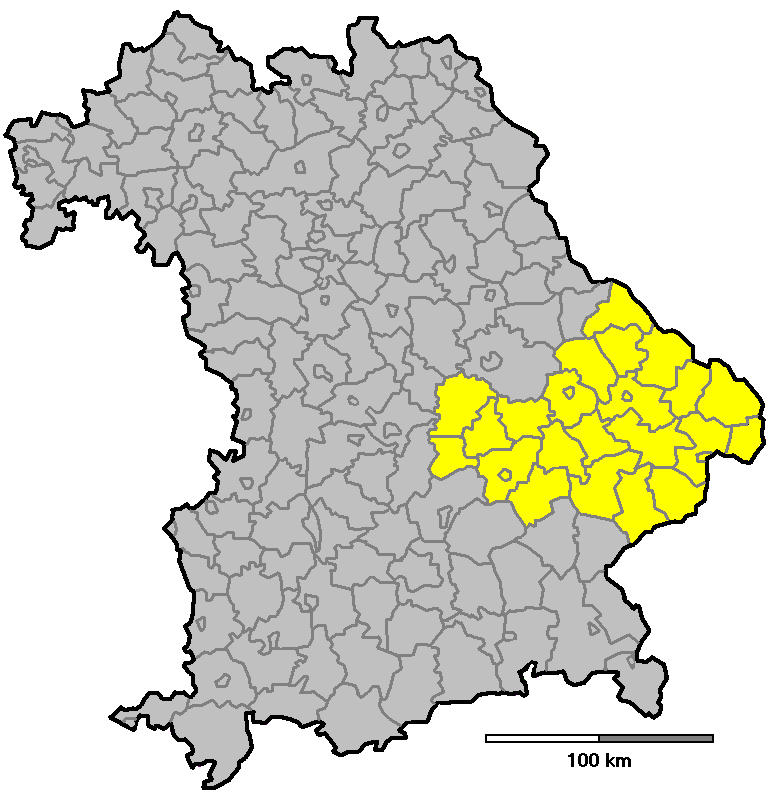

Vor der Landkreisreform am 1. Juli 1972 hatte der Regierungsbezirk Niederbayern vier kreisfreie Städte und 22 Landkreise. Der Landkreis Kötzting, sowie Teile des Landkreises Mallersdorf wechselten dabei in den Regierungsbezirk Oberpfalz, und Teile des Landkreises Mainburg wechselten nach Oberbayern (s. unten).

#### Kreisfreie Städte
- Deggendorf (heute Große Kreisstadt im Landkreis Deggendorf)
- Landshut
- Passau
- Straubing

#### Landkreise
| - Bogen (heute Landkreis Straubing-Bogen) - Deggendorf - Dingolfing (heute Landkreis Dingolfing-Landau) - Eggenfelden (heute Landkreis Rottal-Inn) - Grafenau (heute Landkreis Freyung-Grafenau) - Griesbach (heute Landkreis Passau, Landkreis Rottal-Inn) - Kelheim - Kötzting (heute Landkreis Cham und damit Oberpfalz) - Landau a. d. Isar (heute Landkreis Dingolfing-Landau) - Landshut - Mainburg (heute Landkreis Kelheim, Landkreis Landshut, Landkreis Freising, Landkreis Pfaffenhofen an der Ilm) | - Mallersdorf (heute Landkreis Landshut, Landkreis Straubing-Bogen, Landkreis Regensburg und Landkreis Dingolfing-Landau) - Passau - Pfarrkirchen (heute Landkreis Rottal-Inn) - Regen - Rottenburg an der Laaber (heute Landkreis Landshut und Landkreis Kelheim) - Straubing (heute Landkreis Straubing-Bogen) - Viechtach (heute Landkreis Regen) - Vilsbiburg (heute Landkreis Landshut) - Vilshofen (heute Landkreis Passau und Landkreis Deggendorf) - Wegscheid (heute Landkreis Passau) - Wolfstein (Verwaltungssitz Freyung) (heute Landkreis Freyung-Grafenau) |

Anmerkungen:
- Bis 1954 wurden die Regierungsbezirke Niederbayern und Oberpfalz gemeinsam verwaltet. Teile davon sind bis heute erhalten und werden immer noch gemeinsam in Landshut verwaltet.

- Zur NS-Zeit gehörten zwischen 1939 und 1945 zum gemeinsamen Regierungsbezirk Niederbayern-Oberpfalz noch folgende sudetendeutsche Gebiete in Südböhmen, wobei diese Landkreise dem niederbayerischen Teil des Doppel-Regierungsbezirks zugeordnet wurden:
  - Landkreis Bergreichenstein
  - Landkreis Markt Eisenstein
  - Landkreis Prachatitz

- Der Verwaltungssitz Schloss Wolfstein lag bis zum 30. März 1954 in Ort, das zum 1. April 1954 in die Stadt Freyung eingemeindet wurde.

## Bevölkerung

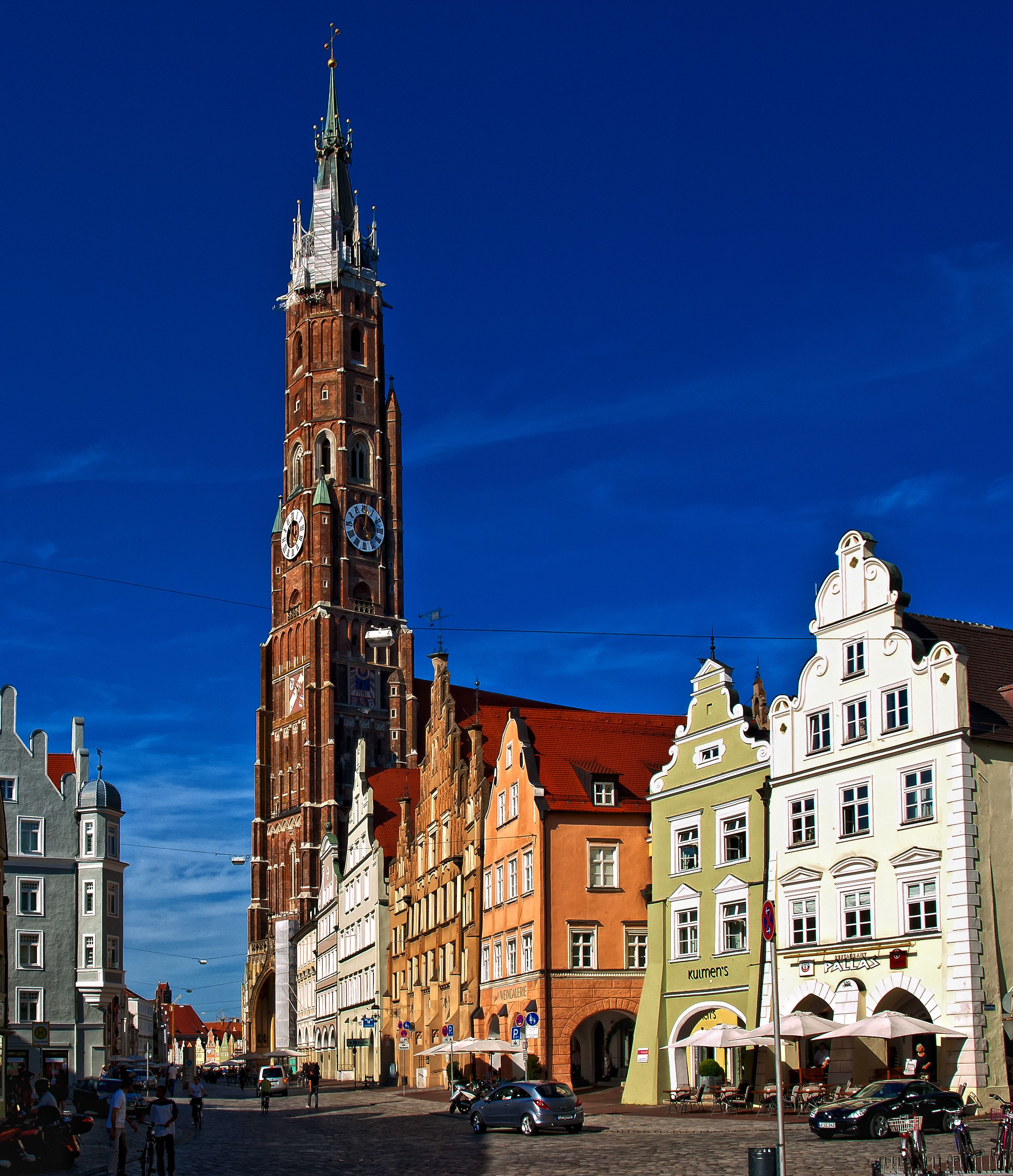
Landshut

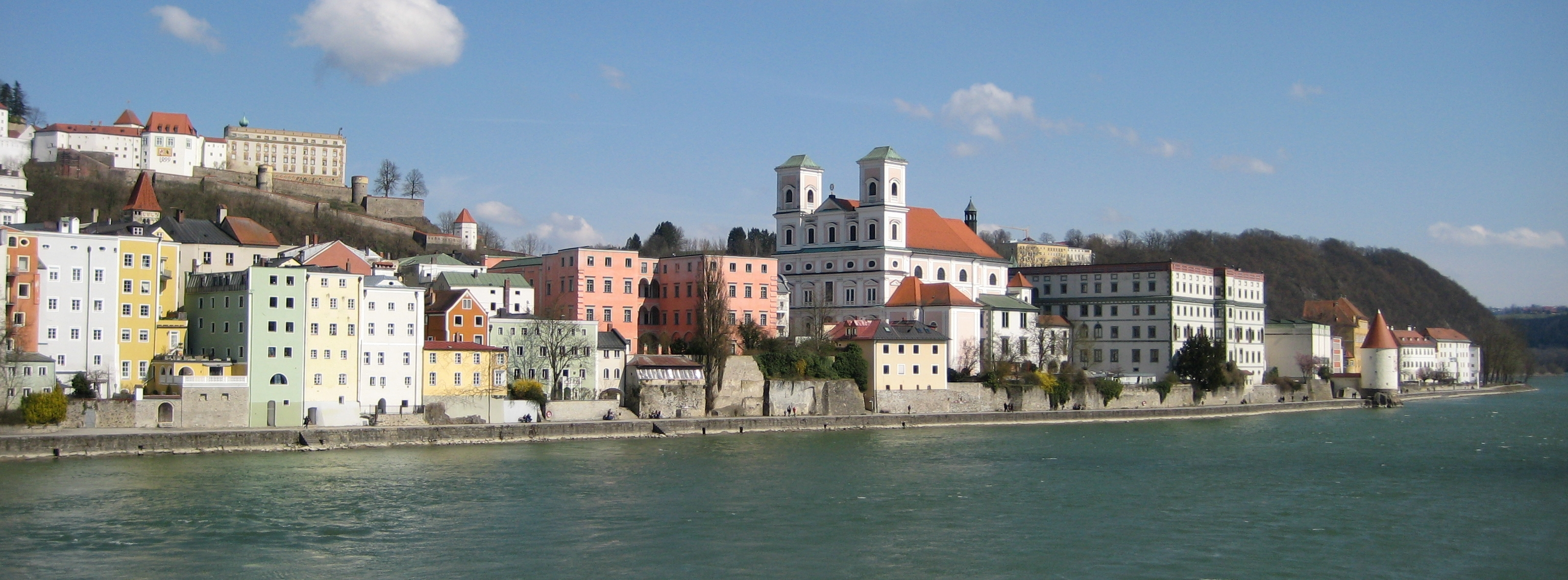
Passau

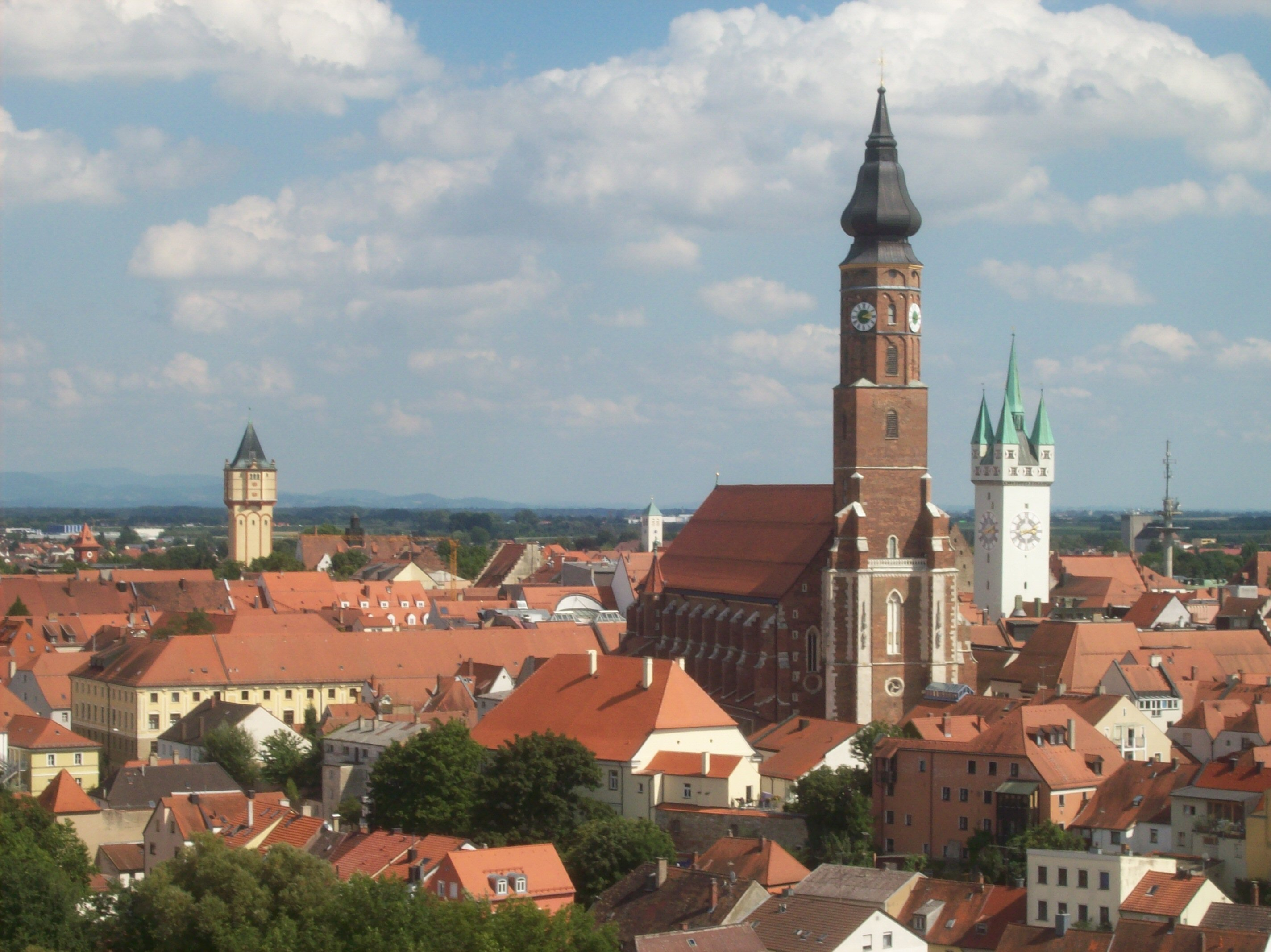
Straubing

| Jahr | Einwohner |
| ---- | --------- |
| 2016 | 1.219.793 |
| 2015 | 1.212.119 |
| 2014 | 1.197.558 |
| 2013 | 1.189.153 |
| 2011 | 1.192.543 |
| 2010 | 1.189.384 |
| 2009 | 1.189.194 |
| 2008 | 1.191.910 |
| 2007 | 1.194.138 |
| 2006 | 1.193.820 |
| 2005 | 1.196.923 |
| 2004 | 1.196.178 |
| 2003 | 1.194.472 |
| 2002 | 1.191.476 |
| 2001 | 1.185.467 |
| 2000 | 1.176.206 |
| 1987 | 1.027.374 |

Stand jeweils 31. Dezember

## Größte Städte Niederbayerns
Gemäß Bayerischem Landesamt für Statistik und Datenverarbeitung waren die größten Städte Niederbayerns zum 31. Dezember 2023:
| Rang | Stadt                  | Landkreis                   | Einwohner | Bild |
| ---- | ---------------------- | --------------------------- | --------- | ---- |
| 1.   | Landshut               | kreisfreie Stadt            | 68,741    |      |
| 2.   | Passau                 | kreisfreie Stadt            | 52,894    |      |
| 3.   | Straubing              | kreisfreie Stadt            | 47,524    |      |
| 4.   | Deggendorf             | Landkreis Deggendorf        | 34,584    |      |
| 5.   | Dingolfing             | Landkreis Dingolfing-Landau | 20,686    |      |
| 6.   | Vilshofen an der Donau | Landkreis Passau            | 18,021    |      |
| 7.   | Kelheim                | Landkreis Kelheim           | 16,962    |      |
| 8.   | Pocking                | Landkreis Passau            | 16,278    |      |
| 9.   | Mainburg               | Landkreis Kelheim           | 15,262    |      |
| 10.  | Neustadt a.d.Donau     | Landkreis Kelheim           | 14,595    |      |

## Geschichte

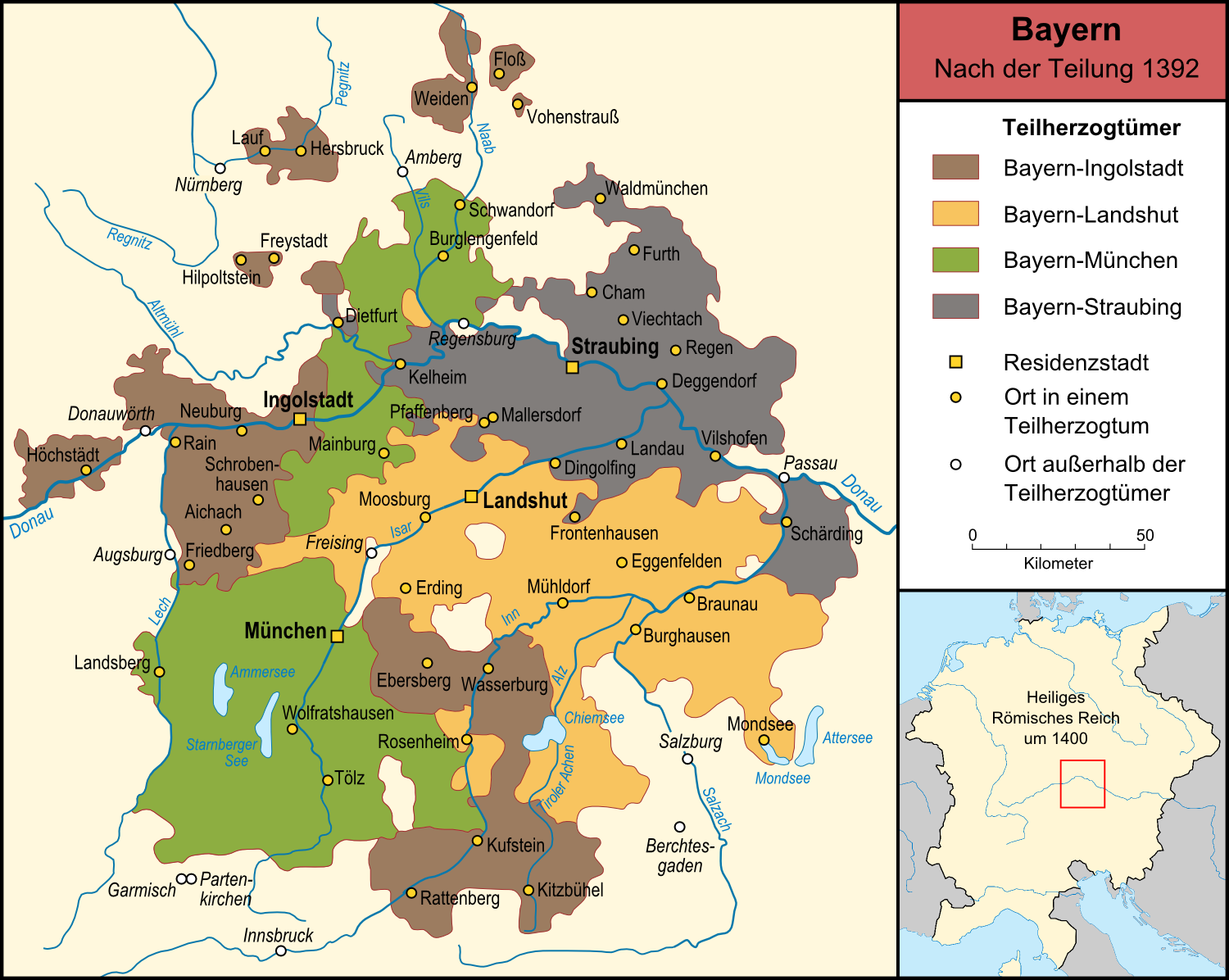
Bayern nach der Teilung 1392
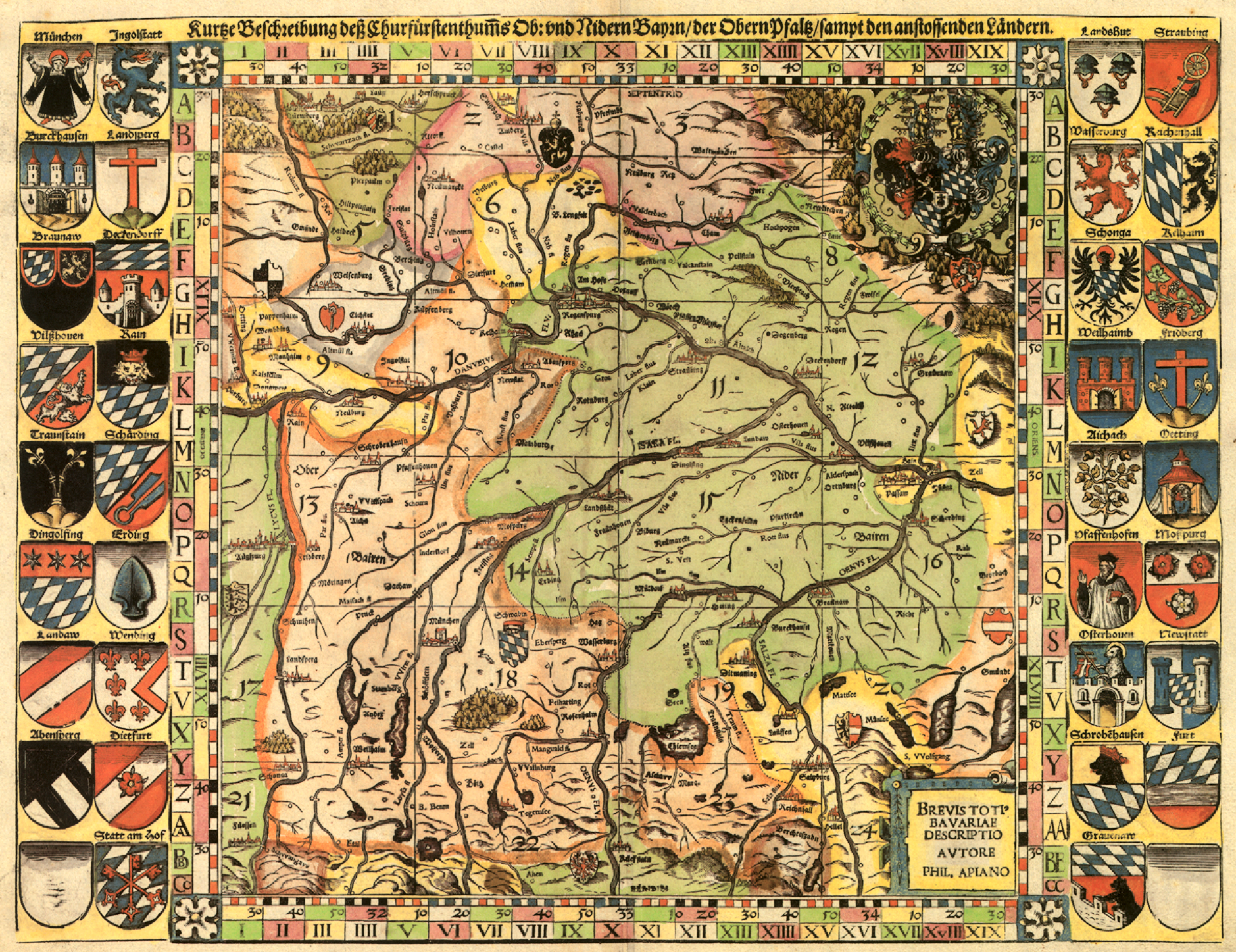
Übersichtskarte von Philipp Apian von 1568: Nidern Bayrn im Kartentitel bzw. Nider Bairen auf der Karte (grün eingefärbter Bereich)
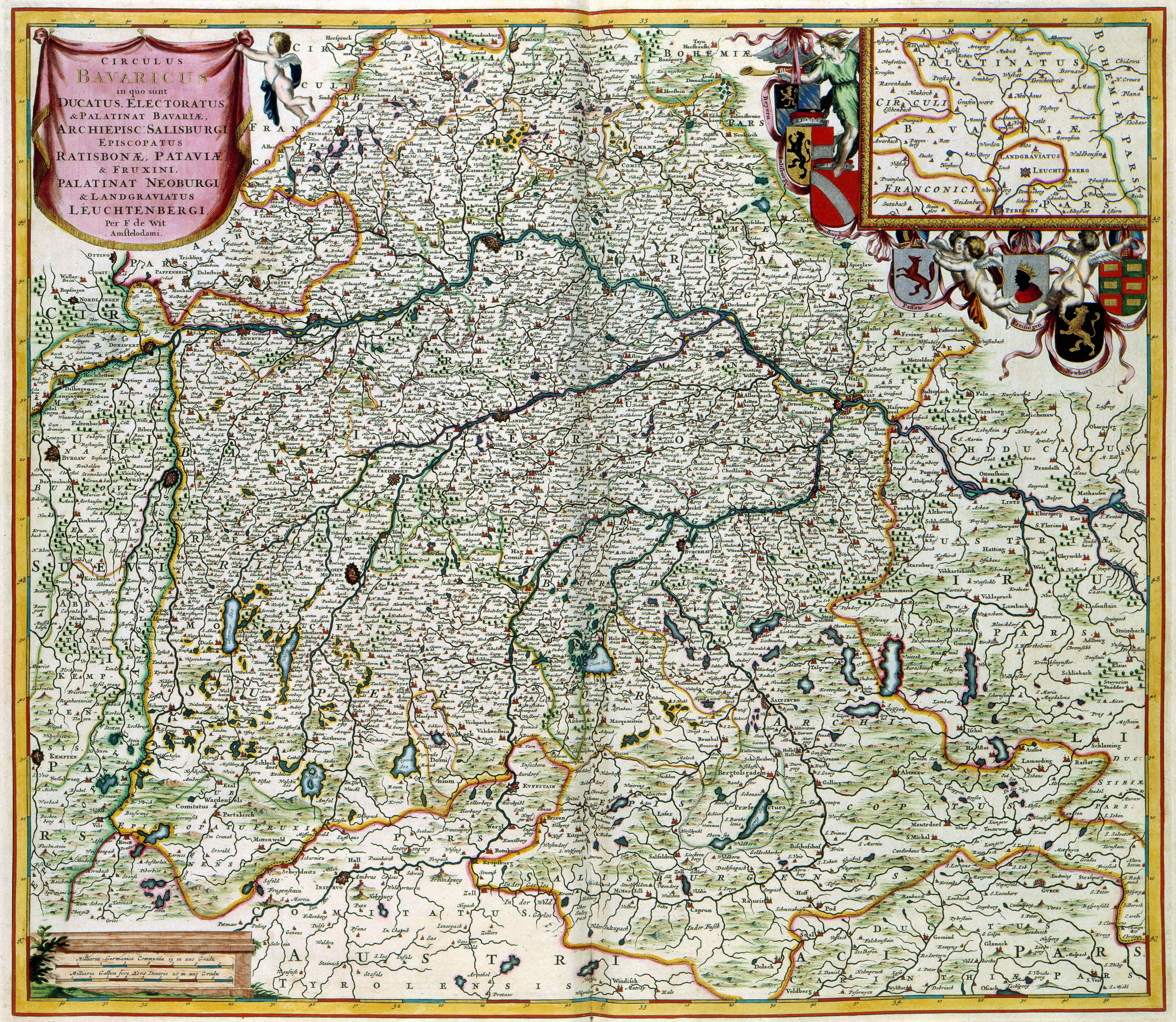
Bavaria Inferior auf der Karte von 1688
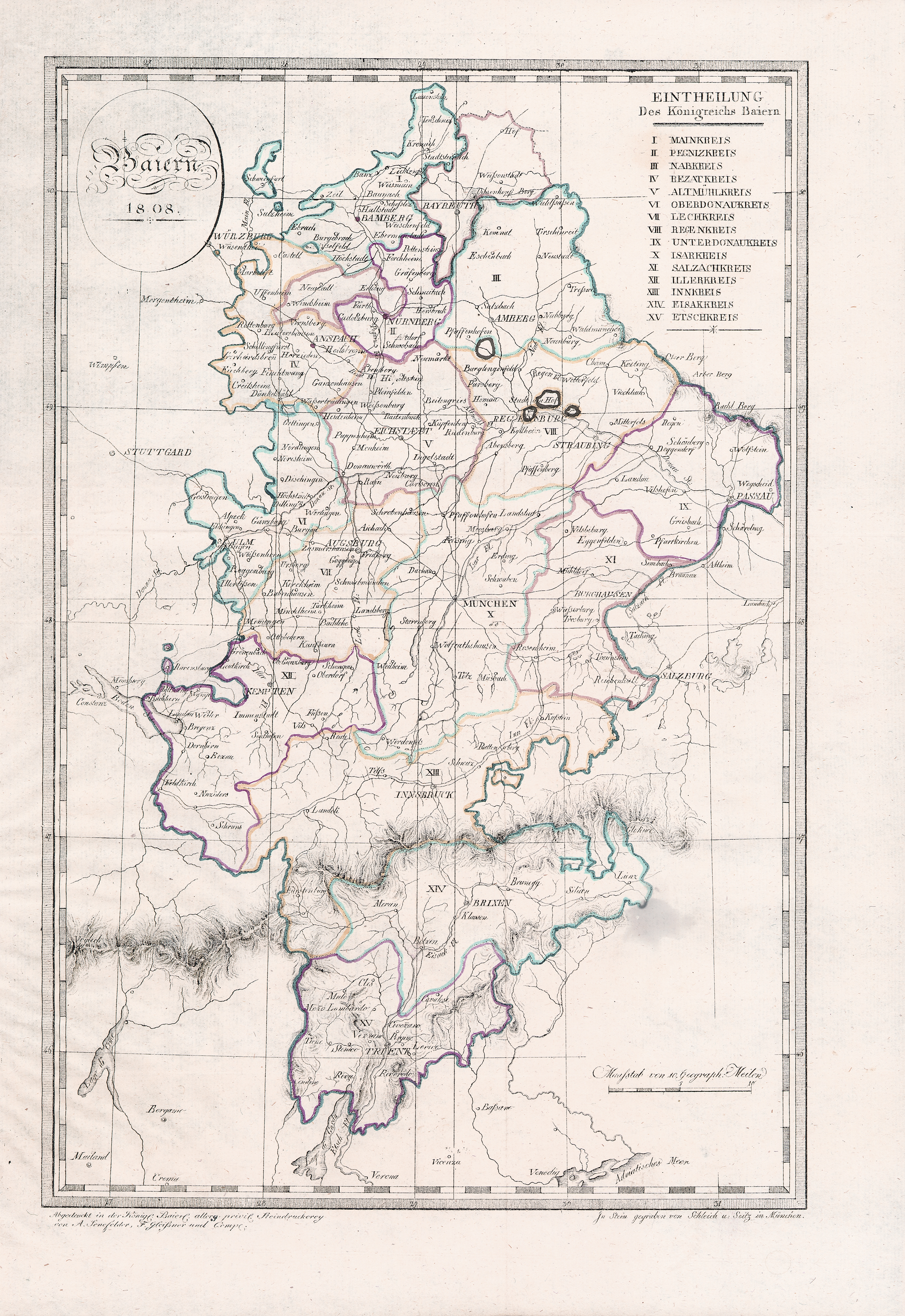
Bayerns Kreise 1808 (in Niederbayern Unterdonaukreis, Isarkreis, Regenkreis und Salzachkreis)
- Kreis- und Gemeindeeinteilung 1941 – inklusive der drei 1939 angegliederten Sudetendeutschen Kreise

Da es bei den Wittelsbachern wie bei vielen Herrscherhäusern dieser Zeit keine Bevorzugung des Erstgeborenen bei der Erbfolge gab, kam es 1255 zur Aufteilung in Oberbayern mit der Pfalz und dem Nordgau (mit Sitz in München) und Niederbayern (mit den Sitzen in Landshut und Burghausen). Darauf geht noch heute die Unterscheidung von Ober- und Niederbayern (vergleiche Regierungsbezirke) zurück.
Im 14. und 15. Jahrhundert wurde Niederbayern (wie auch Oberbayern) wiederholt geteilt. Nach der Teilung von 1392 existierten vier Herzogtümer: Niederbayern-Straubing, Niederbayern-Landshut, Oberbayern-Ingolstadt und Oberbayern-München, deren Herzöge nicht selten gegeneinander Krieg führten. Herzog Albrecht IV. von Oberbayern-München vereinigte nach dem verheerenden Landshuter Erbfolgekrieg von 1504/05 Altbayern 1506 wieder. Durch ein Primogeniturgesetz beendete er die Teilungen.
Die bayerische Verfassung von 1808 teilte das 1806 formierte Königreich Bayern einheitlich in Kreise ein. Die Kreise entsprachen den Verwaltungseinheiten der mittleren Ebene, also den heutigen Regierungsbezirken und waren bewusst ohne Bezug zu älteren administrativen oder herrschaftlichen Bezügen ganz nach rational-zweckmäßigen Aspekten umrissen worden. Nach französischem Vorbild wurden die Kreise entsprechend ihren Hauptflüssen benannt. Das Gebiet des heutigen Niederbayern verteilte sich dabei auf den Unterdonaukreis, den Isarkreis, den Regenkreis und den Salzachkreis.
Nachdem sich die bayerischen Außengrenzen in den Folgejahren wiederholt geändert hatten, wurden auch die Kreise neu zugeschnitten, sodass der Unterdonaukreis 1816 große Teile des heutigen Regierungsbezirks Niederbayern umfasste.
Dabei blieb es, bis 1837 der romantisch bewegte König Ludwig I. das französische Benennungssystem durch historisierende Bezeichnungen zu ersetzen wünschte, die die Geschichte der bayerischen Landesteile widerspiegeln sollten. Man verfiel daher auf die Idee, das Gebiet des Unterdonaukreises in „Niederbayern“ umzubenennen. Damit spielte man auf die erste bayerische Landesteilung von 1255 an, die für Herzog Heinrich XIII. ein selbständiges niederbayerisches Herzogtum geschaffen hatte. Nach vorübergehender Wiedervereinigung 1340 wurde das Herzogtum 1392 dreigeteilt: In Oberbayern entstanden Bayern-München und Bayern-Ingolstadt, in Niederbayern Bayern-Landshut. Daneben bestand in Niederbayern als viertes Herzogtum bereits seit 1349 Bayern-Straubing. Der als „Niederbayern“ benannte Kreis deckte sich geographisch jedoch nur teilweise mit dem historischen Niederbayern. Es handelte sich eher um eine Traditionsbezeichnung.
Zum 1. April 1932 wurden die Regierungsbezirke Niederbayern und Oberpfalz und Regensburg im Rahmen eines Programms zur Staatsvereinfachung zum Regierungsbezirk Niederbayern und Oberpfalz mit dem Sitz in Regensburg zusammengelegt. 1939 wurde der Regierungsbezirk Niederbayern-Oberpfalz um bis zum Münchner Abkommen 1938 zur Tschechoslowakei gehörendes Gebiet, die Landkreise Bergreichenstein, Markt Eisenstein und Prachatitz, erweitert, das 1945 wieder abgetrennt wurde. Mit Inkrafttreten der Bayerischen Verfassung von 1946 (BV) wurden die Regierungsbezirke (Kreise) gemäß Art. 185 BV in der Form von vor 1932/33 wiederhergestellt. Die Gebietsreform in Bayern brachte ab 1971 einige Änderungen der innerbayerischen Grenzen.

## Wappen
Das Wappen des Bezirks Niederbayern stellt im gespaltenen Schild heraldisch rechts die bayerischen weiß-blauen Rauten und heraldisch links in Silber einen aufgerichteten roten Panther dar. Die weiß-blauen Rauten sind seit 1204 als Wappen der Grafen von Bogen nachweisbar und wurden nach dem Aussterben des Grafengeschlechts 1242 von den Wittelsbachern übernommen. Der rote Panther geht auf die Grafen von Orthenburg-Kraiburg, eine Nebenlinie der Spanheimer, zurück und findet sich auch in den Wappen einiger niederbayerischer Städte, so z. B. Eggenfelden, Pfarrkirchen oder Vilshofen, und steht auch (allerdings in Blau) im großen bayerischen Staatswappen für Altbayern. Das Bezirkswappen wurde in dieser Form 1957 eingeführt.

### Wappengeschichte
Der Wappenentwurf geht dabei ursprünglich auf einen Entwurf des Heraldikers Otto Hupp zurück, dessen Wappenentwurf noch einen blauen Panther und eine Krone zeigte. Um 1900 gingen beim damaligen bayerischen Heroldsamt vermehrt Anfragen zu den Wappen der damaligen acht Kreise (den Vorläufern der heutigen Bezirke) ein, dass sich daraufhin an Otto Hupp eine entsprechende Anfrage stellte. Im Oktober 1902 wurde eine Anfrage des bayerischen Innenministeriums an die Regierung von Niederbayern mit der Bitte gesandt, die Notwendigkeit repräsentativer Wappen der Gemeinden zu prüfen. Dem Schreiben war der entsprechende Entwurf von Otto Hupp angefügt. Der Landratsausschuss zeigte Interesse und erklärte einstimmig sein Einverständnis mit der Gestaltung und Einführung des Kreiswappens. Otto Hupp veröffentlichte daraufhin seine Entwürfe der Kreiswappen 1906 im »Münchner Kalender«, die seitdem als Wappen der Kreise angesehen und verwendet wurden, wenn auch die amtliche Anerkennung fehlte. 1928 wurde eine Notwendigkeit der Schaffung offizieller Hoheitszeichen für die Kreise durch den damaligen bayerischen Innenminister verneint.
1956 erhielt der Landshuter Kunstmaler Franz Högner vom Bezirkstag den Auftrag den Entwurf Hupps zu überarbeiten. Ein Gutachten des nun zuständigen Bayerischen Hauptstaatsarchivs forderte hierfür nur eine Änderung der Farbgebung des Panthers, der nach aktuellen Erkenntnissen ursprünglich rot statt blau gewesen war. Seit 1957 ist nun das aktuelle Wappen offiziell in Verwendung.

## Wirtschaft
Niederbayern ist aufgrund der fruchtbaren Lössböden im Gäuboden zum Teil landwirtschaftlich geprägt. Unter anderem befindet sich in diesem Regierungsbezirk das größte Anbaugebiet für Gewürzgurken in Europa, zudem hat Niederbayern Anteil am größten Hopfenanbaugebiet der Welt, der Hallertau. Große Bedeutung für die Wirtschaft als Arbeitgeber hat BMW mit seinem Automobilwerk in Dingolfing. Die Arbeitslosigkeit im Regierungsbezirk ist ungleichmäßig auf die Regionen verteilt. So liegt die Arbeitslosenquote in den nordöstlichen Landkreisen wie Freyung-Grafenau im Februar regelmäßig bei rund 13 % (2008 bei rund 7 %), in den westlichen Landkreisen, die vom Maschinen- und Automobilbau geprägt sind und auch von der Nähe zur Region München profitieren, lediglich bei rund 3 %. Gemessen am BIP gehört Niederbayern zu den wohlhabenderen Regionen der EU mit einem Index von 115 (EU27: 100, Deutschland: 116) (2008). Zudem sind die Arbeitslosenzahlen in Niederbayern die niedrigsten im Freistaat, so zeigen die 2013 veröffentlichten Zahlen der Bundesagentur für Arbeit einen durchschnittlichen Wert von 3,6 % im Jahresmittel.

## Verkehr

### Straße
Den Bezirk queren die A 3 von Regensburg nach Passau, die A 92 von Deggendorf nach Landshut und die A 93 von der Hallertau nach Regensburg. Eine vierte Autobahn ist mit der A 94 von Mühldorf nach Pocking seit Jahrzehnten im Bau.
Daneben bilden mehrere Bundesstraßen ein überörtliches Straßennetz. Dies sind die B 8, B 11, B 12, B 15, B 16, B 20, B 85, B 299, B 301, B 388 und die B 533. Die B 15n befindet sich aktuell im Bau.

### Bahn
Vom oberpfälzischen Regensburg ausgehend stellen die beiden zweigleisigen Bahnstrecken nach Passau die einzige Bahnstrecke, auf welcher ICE- und IC-Verkehr angeboten wird, und die über Landshut und München die wichtigsten Bahnstrecken des Bezirks dar. Sie haben wegen ihrer hohen Bruttotonnen-Jahreslast erhebliche überregionale Bedeutung, dafür aber einen vergleichsweise geringen Modernisierungsgrad (z. B. nur partiell an elektronische Stellwerke angeschlossen). Die eingleisige Bahnstrecke Landshut–Plattling verbindet diese beiden. Die ebenfalls eingleisige Bahnstrecke Regensburg–Ingolstadt quert Niederbayern im Landkreis Kelheim.
Daneben besteht auf den Strecken Landshut–Mühldorf, Passau–Mühldorf, Mühldorf–Simbach, Plattling–Bayerisch Eisenstein, Zwiesel–Grafenau, Zwiesel–Bodenmais, Gotteszell–Viechtach, Neufahrn–Straubing und Straubing–Bogen regulärer Personenverkehr.
Auf den Bahnstrecken Passau–Freyung, Eggmühl–Langquaid und Landshut–Unterneuhausen werden von privaten Betreibern regelmäßige Sonderfahrten angeboten.
Die Bahnstrecken Deggendorf–Hengersberg und Vilshofen–Neustift-Blindham werden noch regelmäßig im Güterverkehr bedient.
Darüber hinaus wurden weitere Bahnstrecken stillgelegt.

### Schifffahrt
Mit der Donau und dem bei Kelheim abzweigenden Main-Donau-Kanal durchquert eine bedeutende europäische Schifffahrtsroute Niederbayern. Zur Verbesserung der Schiffbarkeit soll der Donauabschnitt zwischen Straubing und Vilshofen flussbaulich reguliert werden. Dies ist aus Naturschutz-Gründen heftig umstritten.

### Luftverkehr
Es existieren insgesamt zwölf Flugplätze in Niederbayern:
- Flugplatz Arnbruck
- Flugplatz Deggendorf
- Flugplatz Dingolfing
- Flugplatz Eggenfelden
- Flugplatz Fürstenzell
- Flugplatz Elsenthal-Grafenau
- Flugplatz Kirchdorf/Inn
- Flugplatz Landshut
- Flugplatz Pfarrkirchen
- Flugplatz Sonnen
- Flugplatz Straubing
- Flugplatz Vilshofen

Die größten Flughäfen sind Straubing mit 1350 m, Eggenfelden mit 1160 m, Vilshofen mit 1138 m und Landshut mit 900 m Landebahnlänge.

## Schutzgebiete
Im Regierungsbezirk gibt es 66 Naturschutzgebiete, 64 Landschaftsschutzgebiete, 82 FFH-Gebiete, zwölf EU-Vogelschutzgebiete und mindestens 305 Geotope (Stand März 2017). Das größte Naturschutzgebiet im Bezirk ist die Isarmündung und das größte Landschaftsschutzgebiet der Bayerische Wald.
Siehe auch:
- Liste der Naturschutzgebiete in Niederbayern
- Liste der Landschaftsschutzgebiete in Niederbayern
- Liste der FFH-Gebiete in Niederbayern
- Liste der EU-Vogelschutzgebiete in Niederbayern
- Liste der Geotope in Niederbayern

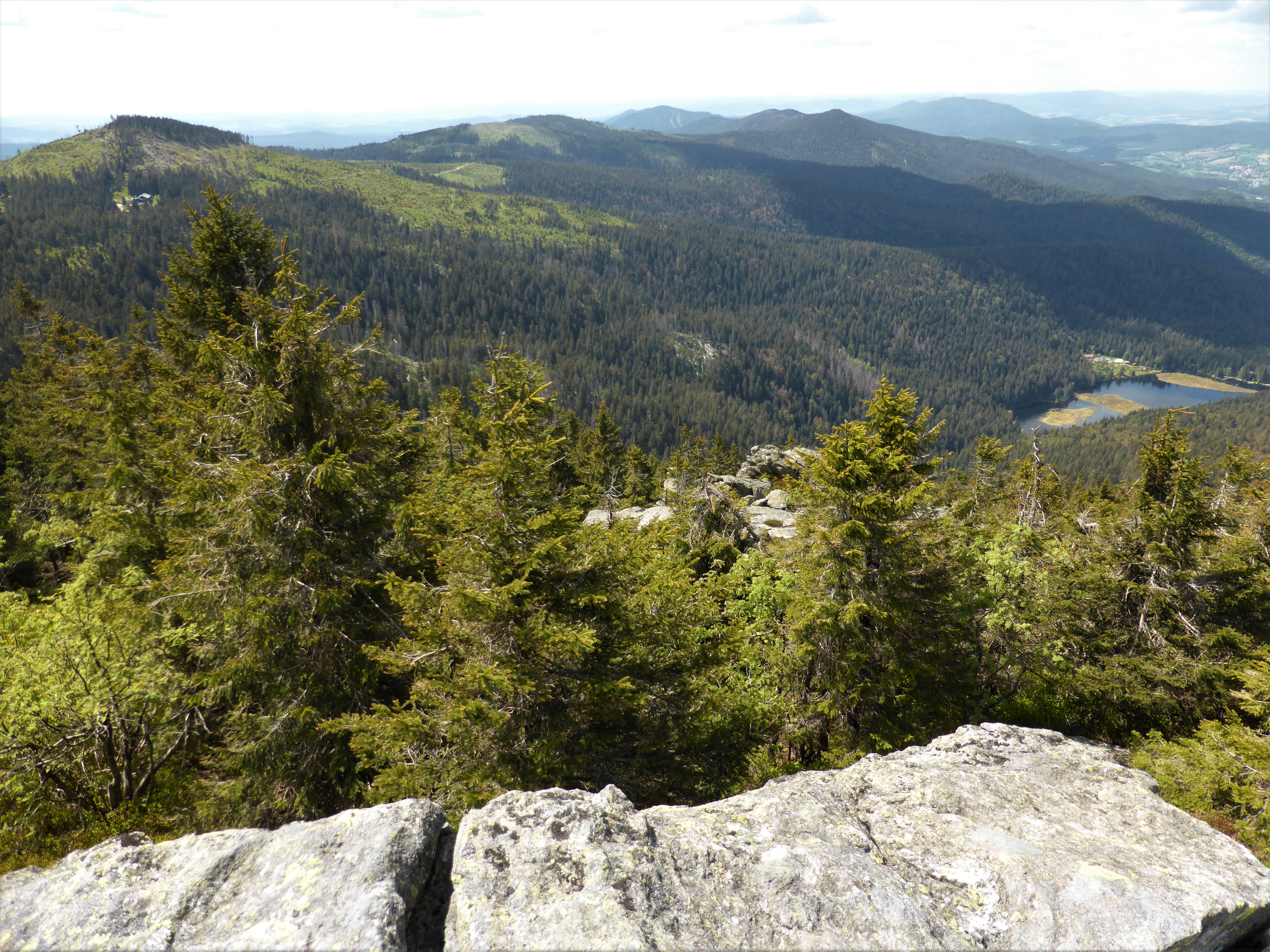
Ausblick vom Großen Arber
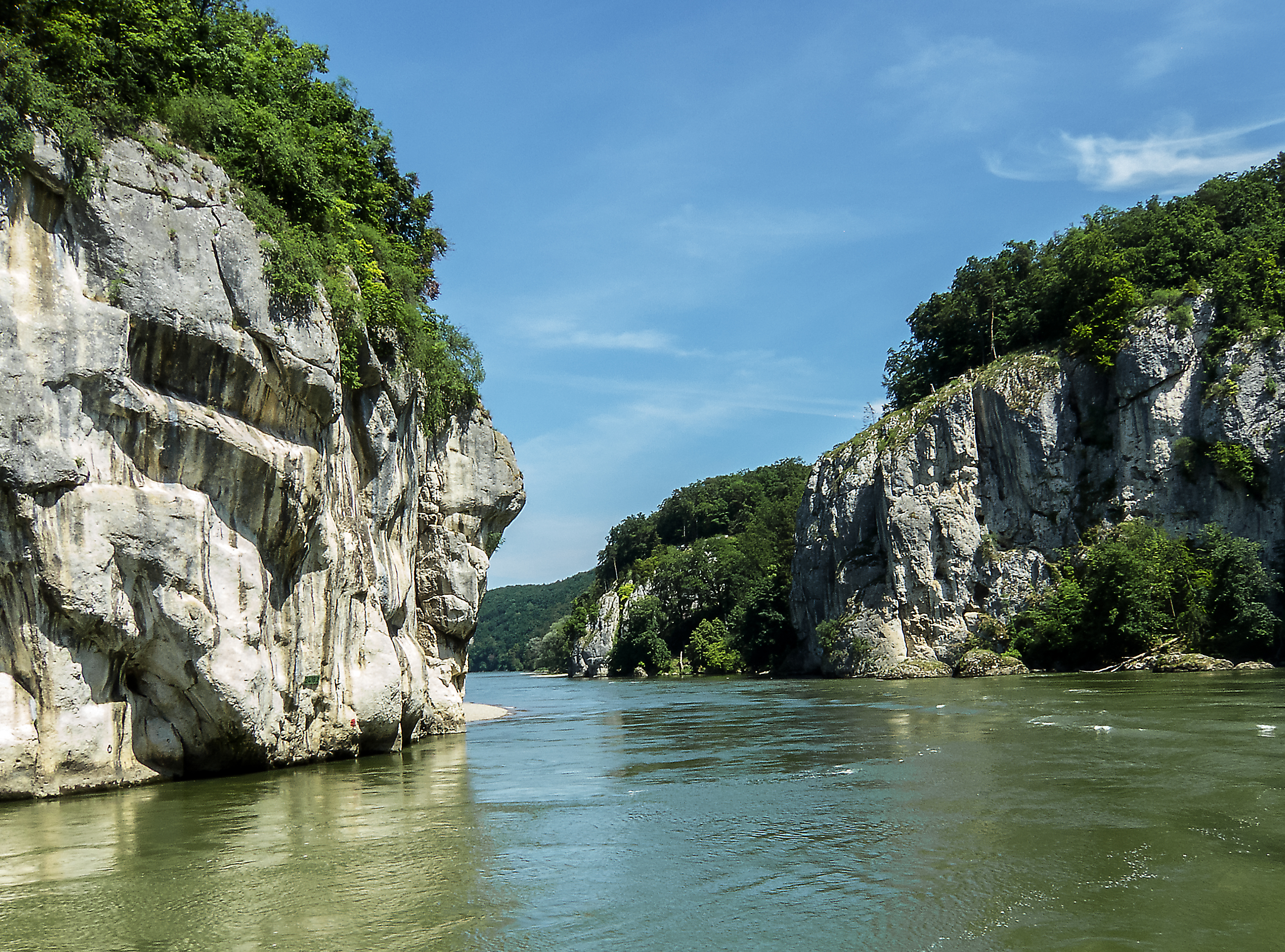
Donaudurchbruch bei Weltenburg
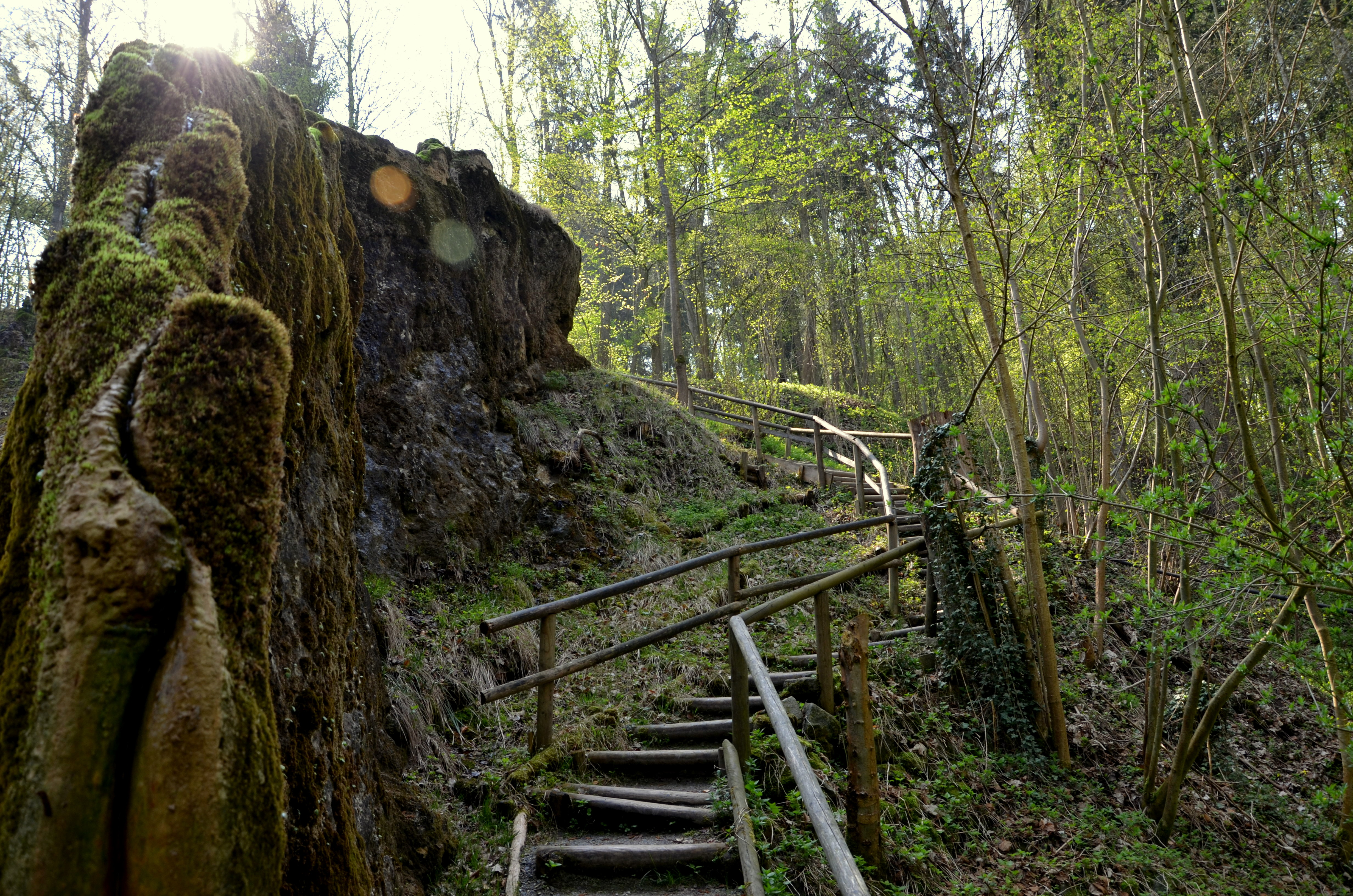
Wachsender Felsen von Usterling
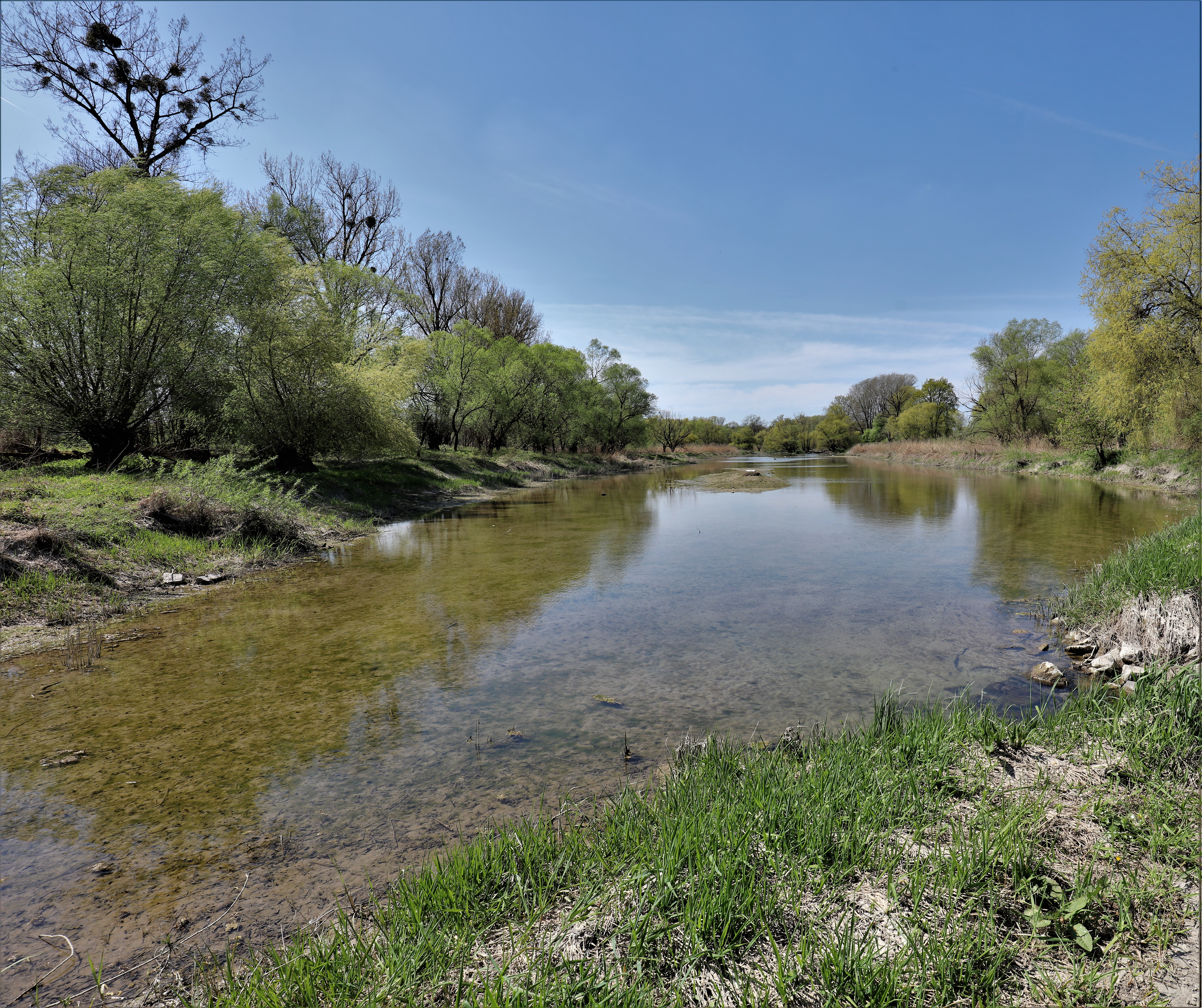
Isarmündung bei Deggendorf

## Bildung
In Niederbayern existieren insgesamt drei Hochschulen:
- Hochschule Deggendorf (gegründet 1994)
- Hochschule Landshut (gegründet 1978)
- Universität Passau (gegründet 1978, zuvor philosophisch-theologische Hochschule seit 1823)

Außerdem liegt hier der Campus Straubing der Technischen Universität München.
Nachdem im Jahr 1800 die Universität Ingolstadt nach Landshut verlagert wurde, existierte bis 1826 bereits eine Universität in Niederbayern. Diese wurde anschließend nach München verlagert und besteht heute unter dem Namen Ludwig-Maximilians-Universität weiter.

## Bezirk
Der Bezirk Niederbayern bildet gemeinsam mit den anderen bayerischen Bezirken die dritte kommunale Ebene des Bundeslandes. Die Kernaufgaben des Bezirks liegen im sozialen und kulturellen Bereich. Die Organe des Bezirks sind der Bezirkstag, der Bezirksausschuss und der Bezirkstagspräsident (Art. 21 Bezirksordnung – BezO).

### Geschichte
Das Königreich Bayern hatte noch vor Preußen sein Gebiet 1806 in Kreise gegliedert. 1828 bis 1919 bestand für Niederbayern (Unterdonaukreis bis 1837) als Vertretungsgremium ein Landrat(h), von 1919 bis 1945 war der entsprechende Begriff Kreistag (ab 1932 Zusammenlegung mit der Oberpfalz als Kreistag von Niederbayern und der Oberpfalz). Die Bezeichnung „Kreis“ wurde in der NS-Zeit jedoch der preußischen Bezeichnung „Bezirk“ angeglichen und im Jahre 1939 wurden andererseits die „Bezirksämter“ in „Landkreise“ umbenannt, was die Verfassung des Freistaates Bayern jedoch kurz nach dem Zweiten Weltkrieg ignorierte. Die trotz der Regelung in der Verfassung als Bezirkstage bezeichneten Kommunalparlamente wurden 1954 zum ersten Mal nach dem Zweiten Weltkrieg wieder gewählt.
Präsident des Landrat(h)s
- Julius von  Niethammer (1839–1843, 1845–1847)
- Freiherr von Berchem (1844)
- Christian Freiherr von Grießenbeck (1848–1850)
- Philipp Graf von Hundt (1852–1855)
- Johann Kast (1855–58)
- Joseph Ludwig Leeb (1859–1869)
- Ludwig von Lottner (1869–1874)
- Anton Pummerer (1874–1875)
- Franz Xaver Harlander (1876–1879)

Präsident des Kreistags
- Carl Sittler (1919–1933)
- August Donderer (1933/4–1945), ab 1939 als Präsident des Bezirksverbandes von Niederbayern und der Oberpfalz

Bezirkstagspräsidenten seit 1954
- Wilhelm Schönhuber (1954–1958)
- Franz Graf von Spreti (1958–1962)
- Josef Haufellner (1962–1970)
- Karl Freiherr von Moreau (1970–1978)
- Sebastian Schenk (1978–1998)
- Manfred Hölzlein (1998–2013)
- Olaf Heinrich (2013–)

### Bezirkstag
- CSU: 9
- Grüne: 2
- FW: 6
- AfD: 4
- SPD: 2
- ÖDP: 1

#### Zusammensetzung
| Wahl | CSU | SPD | FW | Grüne | Linke | ödp | FDP | REP | BP | AfD | NPD | GDP¹ | Gesamt |
| ---- | --- | --- | -- | ----- | ----- | --- | --- | --- | -- | --- | --- | ---- | ------ |
| 2023 | 9   | 2   | 6  | 2     |       | 1   |     |     |    | 4   |     |      | 24     |
| 2018 | 9   | 2   | 4  | 2     | 1     | 1   | 1   |     | 1  | 3   |     |      | 24     |
| 2013 | 9   | 3   | 2  | 1     |       | 1   | 1   |     | 1  |     |     |      | 18     |
| 2008 | 9   | 3   | 3  | 1     |       | 1   | 1   |     |    |     |     |      | 18     |
| 2003 | 12² | 3   | 1  | 1     |       | 1²  |     |     |    |     |     |      | 18     |
| 1998 | 12  | 6   | 1  |       |       |     |     | 1   |    |     |     |      | 20     |
| 1994 | 12  | 6   |    | 1     |       | 1   |     |     |    |     |     |      | 20     |
| 1990 | 13  | 5   |    | 1     |       |     |     | 1   |    |     |     |      | 20     |
| 1986 | 14  | 5   |    | 1     |       |     |     |     |    |     |     |      | 20     |
| 1982 | 15  | 5   |    |       |       |     |     |     |    |     |     |      | 20     |
| 1978 | 15  | 5   |    |       |       |     |     |     |    |     |     |      | 20     |
| 1974 | 15  | 5   |    |       |       |     |     |     |    |     |     |      | 20     |
| 1970 | 16  | 5   |    |       |       |     |     |     |    |     |     |      | 21     |
| 1966 | 13  | 6   |    |       |       |     |     |     | 1  |     | 1   |      | 21     |
| 1962 | 14  | 7   |    |       |       |     |     |     | 2  |     |     | 2    | 25     |
| 1958 | 13  | 5   |    |       |       |     |     |     | 4  |     |     | 3    | 25     |
| 1954 | 11  | 5   |    |       |       |     |     |     | 6  |     |     | 3    | 25     |

¹ 1954 und 1958 GB/BHE
² Am 27. Februar 2006 verlor die ödp ihren Bezirkstagssitz durch Parteiaustritt ihres Bezirkstagsmitgliedes. Dieser Bezirksrat wechselte zur CSU.

#### Bezirkstagspräsident
Bezirkstagspräsident ist seit 2013 Olaf Heinrich (CSU). Vizepräsident ist seit der Wahl 2018 Thomas Pröckl (CSU). Peter Dreier (Freie Wähler) ist daneben seit 2023 ein weiterer Stellvertreter des Bezirkstagspräsidenten.

## Regierungsbezirk
Der Regierungsbezirk Niederbayern ist gebietsmäßig identisch mit dem Bezirk Niederbayern. Er ist der Zuständigkeitsbereich der staatlichen Mittelbehörde Regierung von Niederbayern.

## Kultur
- Liste von Pfarrhäusern in Bayern (Niederbayern)
- Liste von Burgen und Schlössern in Niederbayern